# Petronila Lotarinška
Petronila Lotarinška ali Lorenska ali Saška (ok. 1082 – 23. maj 1144) je bila holandska grofica po poroki s Florisom II., holandskim grofom, in regentka grofije Holandije v času mladoletnosti njenega sina Ditrika (Dirka) VI. v letih 1121–1129. Bila je hči Lotarinškega vojvode Teodorika II. in Hedvike Formbaške.

## Biografija
Eno od svojih imen "Saška" je dobila po svoji babici po materini strani, po poroki leta 1100 pa se je preimenovala iz Gertrude v Petronilo.
Leta 1121 je po moževi zgodnji smrti postala regentka njunega sina Ditrika (Dirka) VI. Opisujejo jo kot ambiciozno in dominantno regentko, ki je vladala s "trdo roko". Leta 1123–25 je vojaško podpirala svojega polbrata cesarja v njegovem boju s tekmecem cesarjem Henrikom. Potem ko je Baldvin VII., grof Flandrije, umrl brez naslednikov, je med flamsko nasledstveno vojno leta 1127 podprla zahtevo svojega sina, da postane grof Flandrije, vendar je Baldvina na koncu nasledil Karel I.
Njen mandat regentke je formalno potekel, ko je njen sin leta 1129 dosegel polnoletnost, vendar je po sodobni Egmondski kroniki ostala de facto regentka do leta 1133. V boju za oblast med Ditrikom (Dirkom) in njegovim mlajšim bratom Florisom Črnim v letih 1129–31 je podprla slednjega ob njegovem prvem poskusu. Leta 1131 pa je umaknila svojo podporo in ga zavrnila.
Petronila je leta 1133 ustanovila opatijo Rijnsburg, kamor se je, kot kaže, umaknila z dvora in politike ter tam preživela preostanek svojega življenja. Tam je bila po smrti leta 1144 tudi pokopana. Petronilin potomec Ada je bila še vedno vodja samostana v 13. stoletju. Bila je opatinja, ko je njen bratranec prodal opatijo in Ada je morala uporabiti svoj denar, da jo je odkupila. 

## Potomci
S Florisom II. sta imela naslednje otroke:
- Ditrik (Dirk) VI. (okoli 1115–1157)
- Floris Črni